# Jehotang

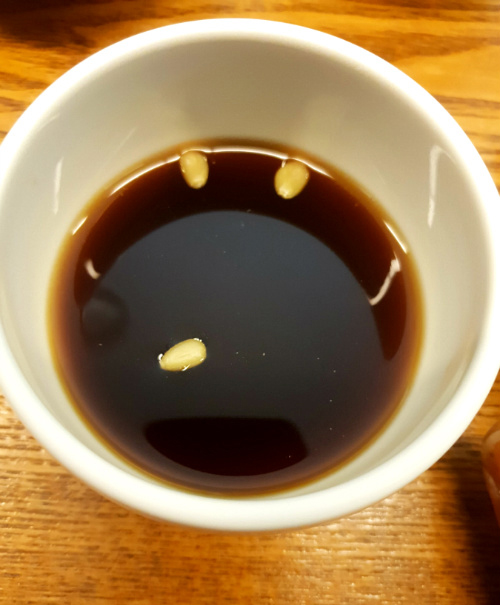
Jehotang

Jehotang es un té coreano que se sirve frío hecho con miel y varios ingredientes utilizados en la medicina tradicional coreana. Los ingredientes incluyen omaeyuk (乌梅肉 frutos, secos y ahumados de Prunus mume), Sain (砂仁, Amomum), baekdanhyang (白檀香, Santalum album), y chogwa (草果, Amomum subulatum). Los ingredientes en polvo se mezclan con la miel y el agua y luego se hierve. Después de que el líquido se enfría, se diluye en agua fría. Se considera la mejor bebida de verano en la cocina de la corte real coreana.